# Hope Ur OK
"Hope Ur OK" (estilizado em letras minúsculas) é uma canção gravada pela cantora estadunidense Olivia Rodrigo, presente em seu primeiro álbum de estúdio, Sour (2021), lançado através da Geffen Records. A música foi escrita por Rodrigo e Dan Nigro, e produzida pelo mesmo.

## Antecedentes e composição
"Hope Ur OK" é uma das onze músicas do álbum de estreia de Rodrigo, sendo a décima primeira e última canção do disco.
A faixa é uma balada de R&B e folk, e seu conteúdo lírico, diferente das outras canções do disco, se afasta das narrativas autorreferenciais de Rodrigo para histórias de segunda mão de seus amigos, onde ela expressa uma mensagem de simpatia e compreensão sobre seus problemas pessoais, desejando que eles estejam bem, como na linha "Mas se você está por aí, espero que você esteja bem". Através das redes sociais, os fãs da cantora interpretaram suas letras como uma mensagem de apoio aos adolescentes da comunidade LGBTQ+, como nas linhas "Seus pais se importavam mais com a Bíblia / Do que serem bons para o próprio filho / Ele usava mangas compridas por causa de seu pai" e "Minha amiga do ensino médio cresceu sozinha / Ela criou seus irmãos por conta própria / Seus pais odiavam quem ela amava", que foram interpretadas como histórias de dois adolescentes que sofrem (ou sofreram) com o preconceito da família.

## Faixas e formatos
| Download digital e streaming |              |         |  |
| N.º                          | Título       | Duração |  |
| 1.                           | "Hope Ur OK" | 3:29    |  |